# Husnummerering
 Denne artikel bør gennemlæses af en person med fagkendskab for at sikre den faglige korrekthed.

 Der er for få eller ingen kildehenvisninger i denne artikel, hvilket er et problem. Du kan hjælpe ved at angive troværdige kilder til de påstande, som fremføres i artiklen.

Til entydig identifikation af huse/opgange på en vej eller gade eller i et område benyttes husnummerering
Det almindeligste system i Europa er, at husene på venstre side af vejen (set fra det relevante bycentrum) har ulige numre begyndende med nummer 1, mens husene på højre side tilsvarende begynder med nummer 2.

## Historie
Johann Friedrich Struensee udstedte en forordning om påmaling af matrikelnumre på husene i København i 1771, og den blev vel modtaget. På forsiden af Adresseavisen samme år kunne man læse: "Det er en Fornøyelse at see, hvor Borgerskabet her i Staden kappes om at efterkomme Hans Majestæts Kongens Villie, med at sette Numere paa deres Huuse og Gaarde, men det vilde udmærke dem endnu mere, om de der eyer Hiørne Huuse, vilde tillige sette Gadernes Navne".
Struensees fald fra magten og de mange følgende genopbygningsarbejder som følge af ildebrand og bombardementer, hvilket medførte omlægning af matrikelnumrene i byen, fik dog efterhånden loven til så småt at gå i glemmebogen.. På trods af gentagelse af kravet om husnumre i 1807, herskede der stadig forvirring omkring numrenes og matriklernes placering, og det var først den 26. oktober 1859 at en forordning blev vedtaget som bestemte det stadig anvendte system med opdelingen af lige numre på højre side af gaden og ulige numre på venstre side af gaden, med Kongens Nytorv som udgangspunkt for systemet.
Der findes dog markante afvigelser fra det nævnte husnummeringssystem, bl.a. har det været normalt i såvel Sverige som i England at nummerere med ulige husnumre til højre samt lige numre til venstre. Det eksisterer også enkelte steder i Danmark (fx i Nørresundby), hvilket i nogle tilfælde har den baggrund at nummereringen er foretaget af udenlandske vejingeniører.

## Bustrofedonnummerering
Derudover findes en ganske afvigende nummereringsform bustrofedonnummerering, der var almindelig i England indtil midten af det 19. århundrede nemlig en nummerering, der startede i den ene side af gaden, hvor numrene derefter fortsatte fortløbende til enden af gaden, hvorfra de fortsatte fra den anden side af gaden og tilbage til udgangspunktet. Dette nummereringssystem er opkaldt efter skrivemetoden bustrofedon, en skrivemetode fra Middelalderen, som netop var baseret på fortløbende tekstliner i skiftende retninger, altså en nærmest slangeformet skrift. Udover England findes dette nummereringssystem fortsat i Wales og tidligere også i såvel Berlin som i andre større tyske byer.
Denne nummering findes også i Danmark, blandt andet i Nyboder i København og på Brovangen i Rønne på Bornholm.

## EU i dag
Dette afsnit eller denne liste er kun påbegyndt. Hvis du ved mere om emnet, kan du hjælpe Wikipedia ved at tilføje mere.

Det almindeligste system i Europa er, at husene på venstre side af vejen (set fra det relevante bycentrum) har ulige numre begyndende med nummer 1, mens husene på højre side tilsvarende begynder med nummer 2. Hvor en vej går gennem flere postdistrikter og/eller kommuner, kan nummereringen begynde forfra ved grænsen eller fortsætte (evt. med et spring). Ved vedtagelsen af bekendtgørelse om vejnavnes entydighed mv. d. 30. nov. 2007 ophørte den forannævnte mulighed. Alle veje skal nummereres i en fortløbende nummerrækkefølge, også ved passering af en kommunegrænse.